# Namungo Football Club
Actualités
Le Namungo Football Club, plus couramment abrégé en Namungo FC, est un club tanzanien de football basé dans la ville de Ruangwa, dans la région de Lindi. 

## Histoire
En 2019, le club est promu en première division, il termine sa première saison à la 4e place et est finaliste de la Coupe de Tanzanie. Malgré la défaite contre le champion Simba Sports Club, Namungo est qualifié pour la Coupe de la confédération.
Pour sa première campagne continentale Namungo parvient à se qualifier pour la phase de poule de la Coupe de la confédération 2020-2021.

## Palmarès
| Compétitions nationales                   |
| ----------------------------------------- |
| - Coupe de Tanzanie : - Finaliste : 2020. |

## Entraîneurs du club
- Hemed Suleiman